# Opisthocystis angarensis
Opisthocystis angarensis är en plattmaskart som först beskrevs av Sibiriakowa 1929, och fick sitt nu gällande namn av Evdonin 1977. Opisthocystis angarensis ingår i släktet Opisthocystis och familjen Polycystididae. Inga underarter finns listade i Catalogue of Life.